# Kanjirappuzha
El Kanjirappuzha es un río y uno de los tributarios del río Thuthapuzha. Thuthapuzha es uno de los tributarios principales del río Bharathapuzha, el segundo río más largo en el estado de Kerala, en el sur de la India

## Otros tributarios del río Thuthapuzha
- -     - Kunthipuzha
    - Kanjirappuzha
    - Ambankadavu
    - Thuppanadippuzha